# Deenish Island and Scariff Island SPA
Deenish Island and Scariff Island SPA este o arie protejată (arie de protecție specială avifaunistică — SPA) din Irlanda întinsă pe o suprafață de 845,35 ha, integral pe uscat.

## Localizare
Centrul sitului Deenish Island and Scariff Island SPA este situat la coordonatele 51°43′59″N 10°14′23″W / 51.733118°N 10.239643°V.

## Înființare
Situl Deenish Island and Scariff Island SPA a fost declarat arie de protecție specială avifaunistică în august 2004 pentru a proteja 7 specii de animale.

## Biodiversitate
Situată în ecoregiunea atlantică, aria protejată nu include niciun habitat protejat.
La baza desemnării sitului se află mai multe specii protejate de  păsări (7): Fulmarus glacialis, Hydrobates pelagicus, Larus argentatus, pescăruș negricios (Larus fuscus), Puffinus puffinus, Pyrrhocorax pyrrhocorax, Sterna paradisaea.
Pe lângă speciile protejate, pe teritoriul sitului au mai fost identificate 2 specii de păsări.